# Hipno (relato)
Hipno (título original en inglés: Hypnos) es una historia corta de 1922 del escritor estadounidense de terror H. P. Lovecraft.

## Elaboración y publicación
Escrito en 1922, fue publicado originalmente en la edición de mayo de 1923 de la revista National Amateur y reeditado posteriormente en la edición de mayo de 1924 de Weird Tales y en la antología de 1939 The Outsider and Others de Arkham House.

## Argumento
Hipno es una narración en primera persona, escrita desde la perspectiva de un personaje sin nombre que vive en Kent y más tarde en Londres, Inglaterra. El narrador relata que teme dormir, y está decidido a escribir su historia para que no lo enloquezca más, independientemente de lo que piense la gente después de leerlo.
El narrador, un escultor, cuenta que se encontró con un hombre misterioso en una estación de ferrocarril. En el momento en que el hombre abrió sus "ojos inmensos, hundidos y ampliamente luminosos", el narrador supo que el extraño se convertiría en su amigo: "el único amigo de alguien que nunca antes había tenido un amigo". A los ojos del extraño fue testigo de un importante conocimiento de los misterios que siempre trató de aprender.
A partir de este momento, conversaría frecuentemente con su amigo y lo esculpiría a diario. Por la noche, a través de un conjunto de drogas exóticas, comenzarían sus aventuras visionarias, explorando mundos más allá de la comprensión humana. Con el tiempo, el compañero del narrador comienza a hablar de usar su habilidad para trascender lo desconocido como una forma de gobernar el universo. El narrador está asustado por la perspectiva y desaprueba tal hibris al lector.
Pronto el narrador se embarca en una incursión con su amigo, viajando a través de un vacío que explica que está más allá de la sensación humana. Al pasar por varias barreras, finalmente el narrador llega a una que no puede cruzar, aunque su amigo sí. Al abrir sus "ojos físicos", el narrador se despierta y espera el regreso de su amigo, que se despierta a su vez severamente sacudido y reticente, advirtiendo solo que deben evitar dormir a toda costa.

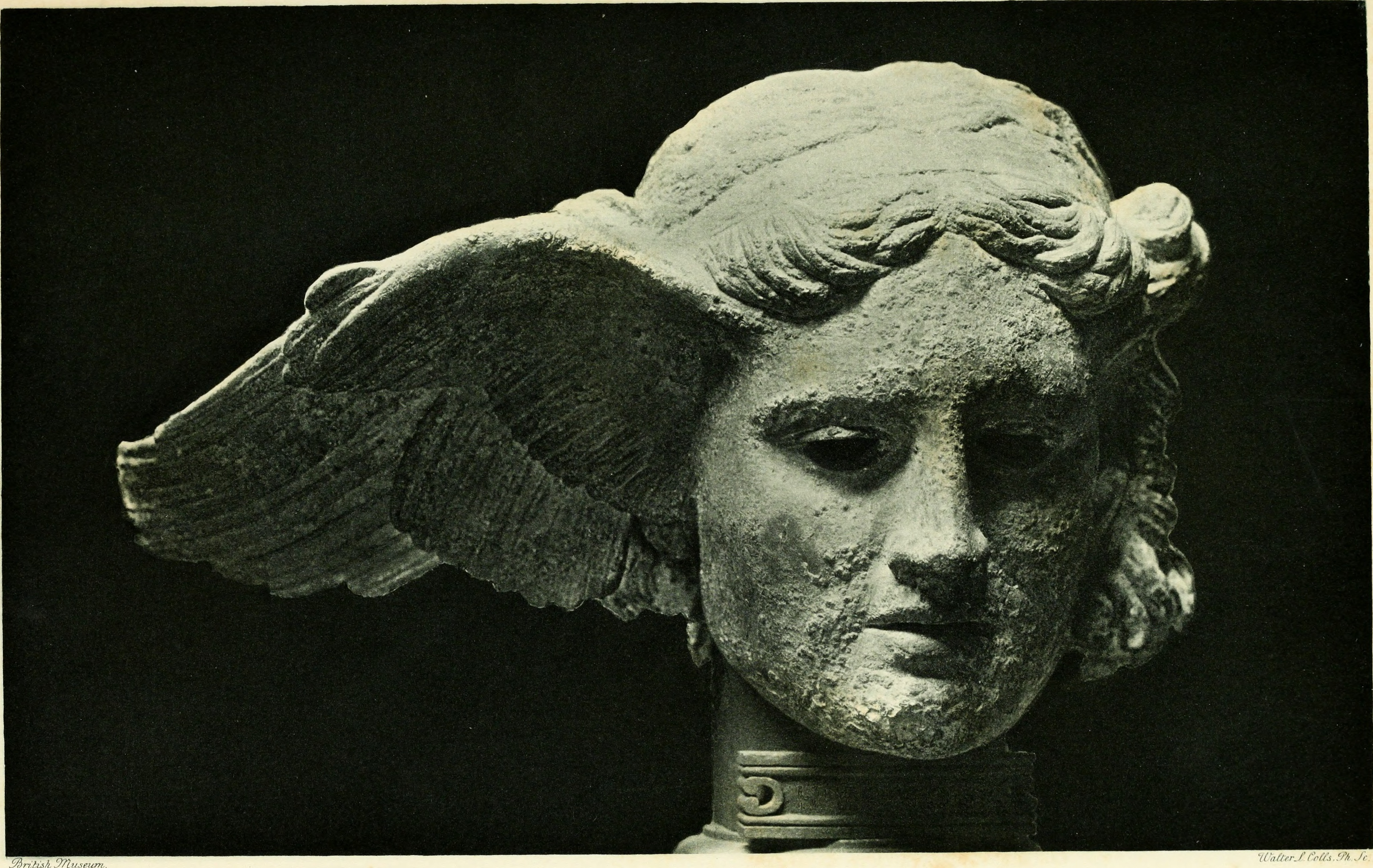
Hipnos.

A partir de entonces, con la ayuda de drogas, los dos evitan dormir, ya que cada vez que sucumben, ambos parecen envejecer rápidamente y están plagados de pesadillas que el narrador se niega a explicar. La historia termina con el narrador explicando que una noche su amigo cayó en un "sueño profundo" y fue imposible despertarle. El narrador grita, se desmaya y se despierta rodeado de policías y vecinos, quienes le informan que su amigo no era real. Solo hay una estatua de su amigo en su habitación, grabada con la palabra griega ΥΠΝΟΣ (Hipnos).